# Van-tó
A Van-tó (ógörög Θωσπῖτις λίμνη, Thószpitisz limné, törökül: Van Gölü; kurdul: Gola Wanê) Törökország legnagyobb tava, az ország keleti részén fekszik. A sós vízű tó vulkanikus tevékenység következtében keletkezett, vizének utánpótlását számos kisebb hegyi patak biztosítja. A tó 120 km hosszú, 80 km széles, legmélyebb pontja 457 m. A tó területe 3755 km², 1646 méterrel a tengerszint felett fekszik.

## A tó tulajdonságai
A tó a pleisztocén időszakban keletkezett, mikor a Nemrut vulkán lávafolyama meggátolta a patakok, folyók lefolyását a Mush-fennsíkról. A Nemrut Dağı a tavat nyugatról határolja, míg a másik kialudt rétegvulkán, a Süphan Dağı északról határolja.
A víz gazdag karbonátokban, így nátrium-karbonátban is és egyéb sókban, melyeket a helyiek párologtatással kinyernek a tóból és mosószerként használnak. A Darekh, a heringek egyik speciális faja él a tóban, a hal jól bírja a kissé sós vizet, a tóba folyó patakokba jár ívni. A tó körül viszonylag fejlett mezőgazdasági tevékenységet folytatnak, számos gyümölcsös és gabonamező található itt.

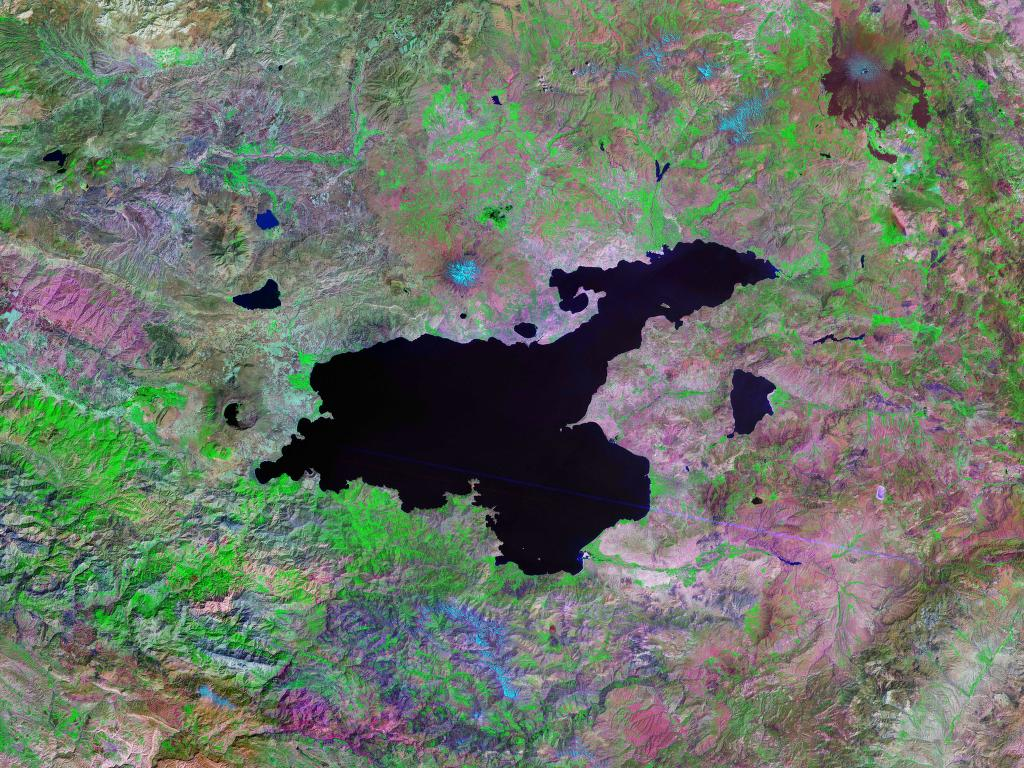
Van-tó (Landsat fotó)

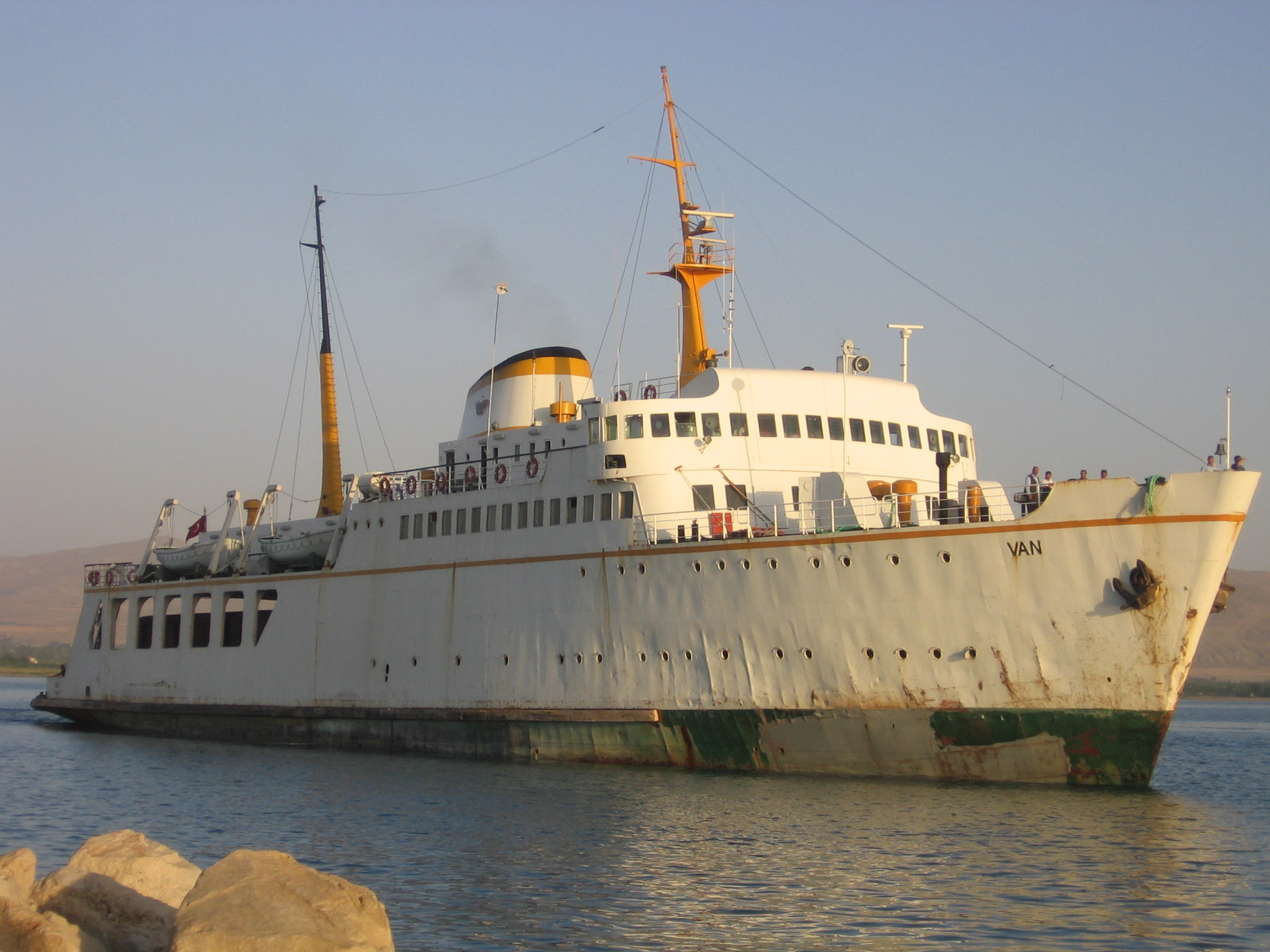
Van-tavi vasúti komphajó

## Kulturális története
A tó környéke már ősidők óta lakott volt. Az i. e. 9. századtól az i. e. 7. századig Urartu központja, Tuspa a tó mellett feküdt, a mai Van város elődje volt. Később a tó körül örmények telepedtek le, az ókori Örményország három jelentős tavának – Szeván-tó, Urmia-tó, Van-tó – egyike volt. A Van-tavat Örményország tengerének is hívták a középkorban. A tóban lévő számtalan szigeten számos örmény katolikus templomot, monostort alapítottak, melyek a kurd és az oszmán uralom idején nagyrészt elpusztultak. A legjobb állapotban megmaradt kolostor a Szent Kereszt templom a 10. századból Akdamar-szigetén.
A Szent Kereszt templom (örményül: Surb Chatsch) Akdamar szigetén az egyik leghíresebb példája a középkori örmény művészetnek. A kolostort Gagik Artzruni, Örményország királya építette 915. és 921. között. A templom falain feltűnnek bibliai jelenetek, így Ádám és Éva, Jónás és a cethal, Dávid és Góliát alakjai.
Szintén kiemelkedő alkotás a kurd uralom idején épített Van Kalesi vár épülete, a tó keleti részén.
A Van-tó partján lévő legnagyobb város Van, amely a tó keleti részén fekszik.
E tó mellett tenyésztették ki a török Van macskát, mely szemben a többi macskafajtával, nem fél a víztől, gyakran láthatóak a tóban úszó macskák.
1916 májusában a török és az örmény csapatok a tó mellett vívták meg a Van-tavi csatát.
1995 óta vizsgálják a tó híres, 15 méteres lényét, a Van-tavi szörnyet, amelyet több ezer helyi lakos látott már. Unal Kozak, a Vani Egyetem tanára könyvet írt a szemtanúk beszámolóiból, akik többször látták a 15 méteres szörnyet. A szkeptikusok szerint a szörny csak egy kitaláció, célja a régió gazdasági előmozdítása a turisták idecsalogatásával.
2017-ben egy kb. 3000 éves erőd romjaira bukkantak a búvárok a tóban, amit feltételezések szerint még Urartu lakói építettek.

## Vasút a tavon
Az 1970-es években építették meg a vasútvonalat Irán és Törökország között, a Van-tavon vasúti komp közlekedik, mely átszállítja a vasúti kocsikat a nyugati Tatvan városából a tó keleti részén lévő Van városába, ahol a vasúti kocsik ismét a síneken folytatják tovább útjukat Irán felé.